# 大津定美
大津 定美（おおつ さだよし、1938年〈昭和13年〉5月 - 2025年〈令和7年〉1月）は、日本の経済学者、神戸大学名誉教授。
北海道美唄町（現・美唄市）生まれ、1964年東京外国語大学ロシア語学科卒業、1966年京都大学大学院経済学研究科修士課程修了、1971年同博士課程単位取得退学（満期退学）。京都大学在学中の1967年4月に龍谷大学経済学部助手に就き、その後講師、助教授を経て1984年からは同学教授、この間ソ連邦科学アカデミー経済研究所客員研究員として出張。さらに1994年4月神戸大学教授に任用、2002年3月定年退官（のち同学名誉教授）、退官後は大阪産業大学教授（のち客員教授）。1988年『現代ソ連の労働市場』でサントリー学芸賞受賞。1989年『現代ソ連の労働市場』で京都大学経済学博士。 
妻の人文学者（女性史）の大津典子（1939年 - 、元龍谷大学非常勤講師）が、1975年のロンドン大学に留学中に、研究室でアウンサンスーチー、マイケル・アリス夫婦と知り合い、以来、夫婦で親交がある。典子に『アウンサンスーチーへの手紙』（毎日新聞社 2012）の著がある。

## 著書
- 『現代ソ連の労働市場』日本評論社 1988

### 共編著
- 『経済システム転換と労働市場の展開 ロシア・中・東欧』吉井昌彦共編著 日本評論社 1999
- 『ロシア・東欧経済論』吉井昌彦共編著 ミネルヴァ書房 現代世界経済叢書 2004
- 『北東アジアにおける国際労働移動と地域経済開発』編著 ミネルヴァ書房 Minerva現代経済学叢書 2005
- 『中ロ経済論 国境地域から見る北東アジアの新展開』松野周治,堀江典生共編著 ミネルヴァ書房 2010
- 『北東アジアにおける経済連携の進展』韓福相,横田高明共編著 日本評論社 2010

翻訳
- W.ブルス（英語版）『社会化と政治体制 東欧社会主義のダイナミズム』新評論 1982

## 論文
- CiNii>大津定美